# Карпинск
Карпинск (рус. Карпинск) град је у Русији у Свердловској области. Према попису становништва из 2010. у граду је живело 29113 становника.

## Становништво
| 1939.  | 1959.  | 1970.  | 1979.  | 1989.  | 2002.  | 2010.  |
| ------ | ------ | ------ | ------ | ------ | ------ | ------ |
| 20.181 | 49.498 | 38.025 | 36.686 | 36.968 | 31.216 | 29.113 |